# Parauapebas Carajás Airport
Parauapebas Carajás Airport (portugisiska: Aeroporto de Parauapebas Carajás) är en flygplats i Brasilien.   Den ligger i kommunen Parauapebas och delstaten Pará, i den centrala delen av landet, 1 100 km norr om huvudstaden Brasília. Parauapebas Carajás Airport ligger 621 meter över havet.
Terrängen runt Parauapebas Carajás Airport är huvudsakligen kuperad, men söderut är den platt. Parauapebas Carajás Airport ligger uppe på en höjd. Runt Parauapebas Carajás Airport är det glesbefolkat, med 12 invånare per kvadratkilometer.. Det finns inga samhällen i närheten.
I omgivningarna runt Parauapebas Carajás Airport växer i huvudsak städsegrön lövskog.